# Bureå
Bureå – miejscowość (tätort) w Szwecji, w regionie administracyjnym (län) Västerbotten, w gminie Skellefteå.
Według danych Szwedzkiego Urzędu Statystycznego liczba ludności wyniosła: 2533 (31 grudnia 2015), 2587 (31 grudnia 2018) i 2559 (31 grudnia 2019).